# Fara Olivana con Sola
Fara Olivana con Sola – miejscowość i gmina we Włoszech, w regionie Lombardia, w prowincji Bergamo.
Według danych na styczeń 2009 gminę zamieszkiwało 1326 osób przy gęstości zaludnienia 270,6 os./1 km².